# Яссір Забірі
Мохаме́д Яссі́р Забірі́ (фр. Mohamed Yassir Zabiri, араб. يسير محمد زبيري‎; нар. 23 лютого 2005) — марокканський футболіст, нападник португальського клубу «Фамалікан».

## Клубна кар'єра
Вихованець футбольної академії Мухаммеда VI. 2024 року розпочав кар'єру в клубі «Юніон Туарга». 7 лютого 2024 року в матчі проти «Ренесанс Земамра» дебютував в Ботола Про. 27 квітня 2024 року в поєдинку проти «Мохаммедії» забив свій перший гол у кар'єрі.
26 серпня 2024 року перейшов у португальский «Фамалікан», підписавши чотирирічний контракт. 14 вересня дебютував за нову команду в матчі Прімейра-ліги проти «Жил Вісенте», вийшовши на заміну Гуштаву Са. 20 жовтня 2024 року в поєдинку Кубка Португалії проти «Лагоа» забив свої перші голи за «Фамалікан», оформивши дубль. 30 березня 2025 року в матчі проти АВС вперше відзначився м'ячем у Прімейра-лізі.

## Кар'єра в збірній
Виступав за збірну Марокко до 20 років. В квітні 2025 року потрапив в заявку збірної до 20 років на молодіжний Кубок африканських націй в Єгипті. На турнірі провів лише одну гру проти збірної Кенії, відзначившись дублем, а його команда дійшла до фіналу, де поступилась збірній ПАР.

## Статистика виступів
Станом на 10 серпня 2025 
| Клуб              | Сезон             | Чемпіонат         | Чемпіонат | Чемпіонат | Кубок | Кубок | Кубок ліги | Кубок ліги | Єврокубки | Єврокубки | Інші  | Інші | Всього | Всього |
| Клуб              | Сезон             | Дивізіон          | Матчі     | Голи      | Матчі | Голи  | Матчі      | Голи       | Матчі     | Голи      | Матчі | Голи | Матчі  | Голи   |
| ----------------- | ----------------- | ----------------- | --------- | --------- | ----- | ----- | ---------- | ---------- | --------- | --------- | ----- | ---- | ------ | ------ |
| Юніон Туарга      | 2023–24           | Ботола Про        | 11        | 3         | 0     | 0     | —          | —          | —         | —         | —     | —    | 11     | 3      |
| Фамалікан         | 2024–25           | Прімейра-ліга     | 5         | 1         | 1     | 2     | 0          | 0          | —         | —         | —     | —    | 6      | 3      |
| Фамалікан         | 2025–26           | Прімейра-ліга     | 1         | 1         | 0     | 0     | 0          | 0          | —         | —         | —     | —    | 1      | 0      |
| Фамалікан         | Всього            | Всього            | 6         | 1         | 1     | 2     | 0          | 0          | 0         | 0         | 0     | 0    | 7      | 3      |
| Всього за кар'єру | Всього за кар'єру | Всього за кар'єру | 17        | 4         | 1     | 2     | 0          | 0          | 0         | 0         | 0     | 0    | 18     | 6      |